# Yubiwa
Yubiwa (指輪?, Yubiwa, Anello) è un brano musicale di Maaya Sakamoto, pubblicato come singolo il 21 giugno 2000 dalla Victor Entertainment. Il brano è stato utilizzato come sigla di chiusura del film d'animazione giapponese Escaflowne - The Movie. Il testo del brano è scritto da Yuho Iwasato, mentre la musica è stata composta da Yōko Kanno. L'immagine presente sulla copertina del singolo, che rappresenta il personaggio di Hitomi Kanzaki, protagonista del film, è stata realizzata da Nobuteru Yūki.

## Tracce
CD singolo
1. Yubiwa (指輪?): Single Ver. - 3:43
2. Vector (ベクトル?) - 5:09
3. Yubiwa: Single Ver. (Without Maaya) - 3:43
4. Vector (Without Maaya) - 5:09

Durata totale: 18:05

## Classifiche
| Classifica (1999)                        | Posizione più alta |
| ---------------------------------------- | ------------------ |
| Giappone (Classifica settimanale Oricon) | 30                 |